# Karrat
Karrat [kaχːat] (nach alter Rechtschreibung Karrat) ist eine wüst gefallene grönländische Siedlung im Distrikt Uummannaq in der Avannaata Kommunia.

## Lage
Karrat liegt an der Südküste der gleichnamigen Insel, die bananenförmig in der Mündung des Kangilleq in den Karrat Fjord liegt. Neun Kilometer befindet sich Nuugaatsiaq.

## Geschichte
Die erste Erwähnung von Karrat geschah 1793, als dort 29 Menschen lebten, die allesamt noch ungetauft waren. Wahrscheinlich waren sie von Norden aus der Kolonie Upernavik gekommen, als diese aufgegeben worden war. 1798 war Karrat unbewohnt. Erst nach 1850 wurde der Wohnplatz wieder in Gebrauch genommen, wahrscheinlich weil in Illorsuit ein recht nahegelegener Udsted gegründet worden war. 1905 lebten 52 Menschen in Karrat. 1911 wurde der Wohnplatz Teil der Gemeinde Illorsuit. 1915 hatte Karrat 78 Einwohner, die in fünfzehn Häusern lebten. Es gab 16 Fischer, einen Katecheten und eine Hebamme. 1925 wurde Karrat Teil der Gemeinde Nuugaatsiaq. 1930 war die Einwohnerzahl auf neun Personen gesunken und kurz danach wurde der Wohnplatz aufgegeben.